# Dallas Plantation
Dallas Plantation es una plantación ubicada en el condado de Franklin en el estado estadounidense de Maine. En el Censo de 2010 tenía una población de 309 habitantes y una densidad poblacional de 2,95 personas por km².

## Geografía
Dallas Plantation se encuentra ubicada en las coordenadas 44°58′55″N 70°35′29″O / 44.98194, -70.59139. Según la Oficina del Censo de los Estados Unidos, Dallas Plantation tiene una superficie total de 104.63 km², de la cual 100.95 km² corresponden a tierra firme y (3.52%) 3.68 km² es agua.

## Demografía
Según el censo de 2010, había 309 personas residiendo en Dallas Plantation. La densidad de población era de 2,95 hab./km². De los 309 habitantes, Dallas Plantation estaba compuesto por el 98.71% blancos, el 0% eran afroamericanos, el 0.97% eran amerindios, el 0% eran asiáticos, el 0% eran isleños del Pacífico, el 0% eran de otras razas y el 0.32% pertenecían a dos o más razas. Del total de la población el 0% eran hispanos o latinos de cualquier raza.